# Ian Stuart Edward Carmichael
Pour les articles homonymes, voir Carmichael.
Ian Stuart Edward Carmichael (29 mars 1930 – 26 août 2011) est un pétrologue et volcanologue igné américain d'origine britannique qui établit des méthodes quantitatives étendues pour la recherche sur la thermodynamique des magmas ,.

## Biographie
Carmichael fait ses études à la Westminster School de Londres. Il obtient un BA et un MA en géologie de l'Université de Cambridge en 1954, et son doctorat en 1958 de l'Imperial College de Londres, où il rédige sa thèse sur le volcan islandais Thingmuli.
En 1964, Carmichael part aux États-Unis et devient membre de la faculté de l'Université de Californie à Berkeley, où il reste toute sa vie .
Carmichael reçoit de nombreux prix et distinctions, dont un Gedenkschrift, un numéro honorant Ian SE Carmichael, dans le numéro de septembre 2013 de Contributions to Mineralogy and Petrology, une bourse Guggenheim en 1992, la Médaille Arthur Louis Day de la Société américaine de géologie, le prix Bowen de l'Union américaine de géophysique et le prix Schlumberger 1992 de la Société minéralogique de Grande-Bretagne et d'Irlande. Le minéral carmichaelite (IMA1996-062) est nommé en son honneur.
Carmichael est élu membre de la Royal Society en 1999. Il est également membre de la Société américaine de géologie, de la Mineralogical Society of America et de l'Union américaine de géophysique .